# Função fortemente convexa

## Definição 1
Uma função {\displaystyle f:\mathbb {R} ^{s}\mapsto {\hat {\mathbb {R} }}} é fortemente convexa com módulo (parâmetro) {\displaystyle \gamma } quando a função {\displaystyle g(x)-{\frac {\gamma }{2}}|x|^{2}} é convexa.

## Definição 2
Uma função a valores reais {\displaystyle f:D\mapsto \mathbb {R} }, onde {\displaystyle D\subset \mathbb {R} ^{n}} é um conjunto convexo, é fortemente convexa com módulo (parâmetro) {\displaystyle \gamma } quando
{\displaystyle g(tx+(1-t)y)\leq tg(x)+(1-t)g(y)-{\frac {\gamma }{2}}t(1-t)\|x-y\|^{2}}
quaisquer que sejam {\displaystyle x,y\in D} e {\displaystyle \gamma \in [0,1]}.